# Prefektura apostolska Xing’anfu
Prefektura apostolska Xing’anfu (łac. Praefectura Apostolica Hinganfuensis, chiń. 天主教兴安府监牧区) – rzymskokatolicka prefektura apostolska ze stolicą w Ankangu, w prowincji Shaanxi, w Chińskiej Republice Ludowej.
W nomenklaturze Patriotycznego Stowarzyszenia Katolików Chińskich nosi nazwę diecezja Ankang.

## Historia
28 marca 1928 z mocy decyzji Piusa XI wyrażonej w brewe Ut aucto erygowano prefekturę apostolską Xing’anfu. Dotychczas wierni z tych terenów należeli do wikariatu apostolskiego Hanzhong (obecnie diecezja Hanzhong).
Z 1950 pochodzą ostatnie pełne, oficjalne kościelne statystyki. Prefektura apostolska Xing’anfu liczyła wtedy:
- 3982 wiernych (0,5% społeczeństwa)
- 14 kapłanów (5 diecezjalnych i 9 zakonnych)
- 21 sióstr zakonnych
- 12 parafii
- 19 kościołów.

Od zwycięstwa komunistów w chińskiej wojnie domowej w 1949 prefektura apostolska, podobnie jak cały prześladowany Kościół katolicki w Chinach, nie może normalnie działać. Już w 1946 wydalony został prefekt apostolski o. Emilio Favarato OFMConv, jednak w 1948 mianowano jego następcę. W latach 50. wydalano wszystkich zagranicznych misjonarzy. Podczas rewolucji kulturalnej kościoły zostały skonfiskowane i zniszczone.
W 1987 arcybiskup xi'anski Anthony Li Du'an mianował administratorem w Ankangu ks. Johna Baptiste Ye Ronghua. W 2000 przyjął on święcenia biskupie i został pełnoprawnym prefektem apostolskim z uznaniem zarówno Stolicy Apostolskiej jak i rządu w Pekinie.
W 2010 koadiutorem bpa Ye Ronghua został wybrany dotychczasowy proboszcz katedry w Ankangu ks. John Baptist Wang Xiaoxun. W 2016 przyjął on sakrę biskupią za zgodą papieża i komunistycznego rządu, a po śmierci bpa Ye Ronghua w 2022 objął rządy w diecezji.

## Prefekci apostolscy
- o. Giovanni Soggiu OFMConv[a] (1928 – 1930)
- o. Berardo Barracciu OFMConv[a] (1932 – 1940)
- o. Emilio Favarato OFMConv[a] (1941 – 1948) de facto wydalony z komunistycznych Chin w 1946, nie miał po tym czasie realnej władzy w prefekturze
- o. Pietro Maleddu OFMConv[a] (1948 – 1983) de facto wydalony z komunistycznych Chin w latach 50., nie miał po tym czasie realnej władzy w prefekturze
- sede vacante (być może urząd prefekta sprawowali duchowni Kościoła podziemnego) (1983 – 2000)
  - ks. John Baptist Ye Ronghua (1987 – 2000) administrator
- bp John Baptist Ye Ronghua (2000 – 2022)
- bp John Baptist Wang Xiaoxun (od 2022) w latach 2016–2022 koadiutor